# متحف قلعة جعبر

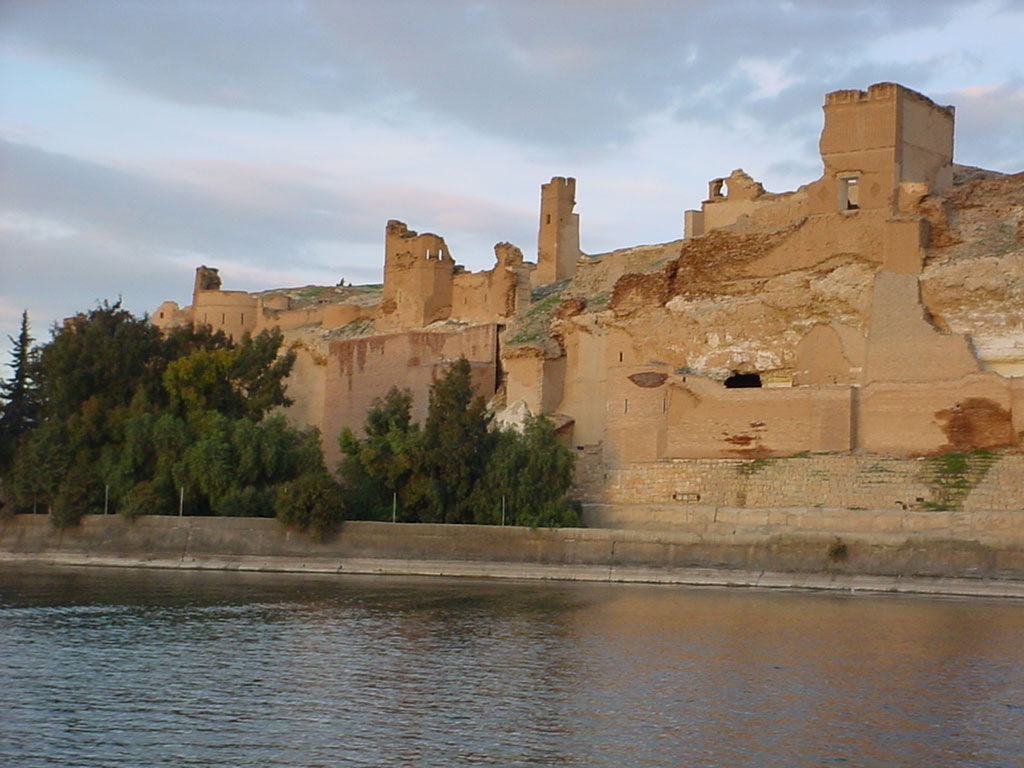
قلعة جعبر

يقع متحف قلعة جعبر في قلعة جعبر في محافظة الرقة، سوريا، أنشئ المتحف عام 1973م في أحد أبراج القلعة التاريخية وهو (برج عليا) التي أنشئت في العهد السلجوقي ويضم المتحف الكثير من الآثار التي اكتشفت في القلعة، وقلعة جعبر حالياً هي عبارة عن جزيرة وسط نهر الفرات.